# Memecylon longifolium
Memecylon longifolium är en tvåhjärtbladig växtart som beskrevs av Célestin Alfred Cogniaux. Memecylon longifolium ingår i släktet Memecylon och familjen Melastomataceae. Inga underarter finns listade i Catalogue of Life.